# Stromberg Carlson
Stromberg Carlson Telephone Mfg. Co. var en amerikansk telefon- radio- och TV-tillverkare. Företaget grundades 1894 i Chicago USA av de två svenskarna Alfred Strömberg och Androv Carlson, vilka tidigare arbetat tillsammans på Chicago Bell Telephone Co.
När Bells patent på telefonapparaten gick ut grundades ett flertal telefontillverkare. Stromberg Carlson inriktade sig på att tillverka enkla, rubusta och funktionssäkra väggtelefoner för hemmabruk. Strategin visade sig lyckad och företaget erövrade stora marknadsandelar främst på landsbygden där deras telefon blev känd som The farmer's telephone.
År 1904 sålde grundarna företaget till Home Telephone Co. i Rochester, New York och all produktion flyttades dit även om namnet Stromberg Carlson behölls.
År 1923 började företaget Stromberg Carlson tillverka radiomottagare och gjorde sig även där snart känt för hög och jämn kvalitet.
Under andra världskriget tillverkade man ett antal olika radiomottagare för den amerikanska krigsmakten (exempelvis BC-348-M).
Det ganska breda produktprogrammet omfattade förutom radio- och telefonutrustning även radiogrammofoner och televisionsmottagare.
År 1955 slogs Stromberg Carlson samman med General Dynamics och tillverkningen inriktades efterhand åter till telefoner och telefonväxlar.
Under 1980-talet såldes Stromberg Carlson till Siemens.